# Maytenus belizensis
Maytenus belizensis är en benvedsväxtart som beskrevs av Standl. Maytenus belizensis ingår i släktet Maytenus och familjen Celastraceae. Inga underarter finns listade.